# Mũi Ba Làng An
Ba Làng An là một mũi đất thuộc xã Bình Châu, huyện Bình Sơn, tỉnh Quảng Ngãi, Việt Nam.
Địa danh có tên gọi này là do có ba làng cùng có tên "An": An Hải, An Vĩnh và An Kỳ. Cư dân Ba Làng An là những người đã khai hoang ra đảo Lý Sơn. Trong lịch sử cư dân của Ba Làng An còn là những người đầu tiên tham gia vào đội Hoàng Sa. Gìn giữ bảo vệ chủ quyền biển đảo của Việt Nam. Ngày xưa thời Pháp thuộc còn gọi Ba Làng An là Ba tang gân. Ba Làng An có làng An Hải thuộc xã Bình Châu, làng An Vĩnh, An Kỳ thuộc xã Tịnh Kỳ. Ba Làng An là địa danh lịch sử, một vùng đất mũi với bề dày về văn hóa, là niềm tự hào của dân tộc vì những chứng cứ lịch sử tại đây.
Ngày nay, Mũi Ba Làng An được mở rộng và là mũi đất cuối bán đảo châu Mỹ Đông, cách Cù Lao Ré 22 km phía tây nam. Đây là một trong những mũi đất nổi bật tạo nên hình dáng bờ biển Việt Nam.

## Đèn biển Ba Làng An
Vị trí: Nằm ở mũi Ba Làng An thuộc xã Bình Châu, huyện Bình Sơn, tỉnh Quảng Ngãi.
Toạ độ: 15°14′30″B 108°56′24″Đ / 15,24167°B 108,94°Đ
Tác dụng: Báo vị trí mũi Ba Làng An. Đèn ven biển, giúp tàu thuyền hoạt động trong vùng biển Quảng Ngãi định hướng và định vị.
Năm đưa vào hoạt động: 1982.

### Đặc điểm nhận biết ban ngày:
- Hình dạng: Tháp đèn hình trụ, công trình hình hộp.
- Màu sắc: Tháp đèn và công trình màu vàng.
- Chiều cao toàn bộ: 36,4m (tính đến "số 0 hải đồ")
- Chiều cao tâm sáng: 36,0 m (tính đến "số 0 hải đồ")
- Chiều cao công trình: 8,0m (tính đến nền móng công trình)
- Tầm nhìn địa lý: 17 hải lý với chiều cao mắt người quan sát bằng 5 m.
- ánh sáng trắng, chớp nhóm (2) chu kỳ 6 giây - Ch.Tr.Nh(2).6s
- Phạm vi chiếu sáng: 360°
- Tầm hiệu lực ánh sáng: 12 hải lý